# بوب براون (سياسي أمريكي)
بوب براون (بالإنجليزية: Bob Brown)‏ هو سياسي أمريكي، ولد في 11 ديسمبر 1947 في ميسولا في الولايات المتحدة. حزبياً، نشط في الحزب الجمهوري. وقد انتخب عضو مجلس ولاية مونتانا وانتخب عضو مجلس نواب مونتانا.